# Mahadevi Varma
Mahadevi Varma (in hindī महादेवी वर्मा; Farrukhabad-cum-Fatehgarh, 26 marzo 1907 – Prayagraj, 11 settembre 1987) è stata una poetessa, saggista e scrittrice indiana.
Considerata uno dei quattro pilastri principali dell'era Chhayawadi nella letteratura hindi, è stata definita "la Meera moderna".

## Biografia

### Infanzia e studi
Varma nacque in una famiglia indù Kayastha di Farrukhabad, nell'Uttar Pradesh. Suo padre Govind Prasad Varma era professore in un college a Bhagalpur, mentre sua madre Hem Rani Devi era una donna religiosa con un vivo interesse per la musica.
Studiò al Crosthwaite Girls College di Allahabad, dove frequentò studenti di religioni diverse. Iniziò ad inviare le sue poesie a diverse riviste settimanali e frequentò alcuni seminari di poesia, dove ebbe modo di incontrare alcuni eminenti poeti di lingua hindi.
Nella sua biografia Mere Bachpan Ke Din ("La mia infanzia") scrisse di essere stata molto fortunata a nascere in una famiglia liberale in un'epoca in cui una bambina era considerata un peso per la famiglia. Secondo quanto riferito, suo nonno aveva l'ambizione di farla diventare una studiosa, per quanto desiderasse vederla sposata all'età di nove anni come da tradizione. Mahadevi attribuisce a sua madre il merito di averla ispirata a scrivere poesie e ad interessarsi alla letteratura.
Dopo aver completato gli studi nel 1929 rifiutò di andare a vivere con suo marito Swarup Narain Varma, e cercò invano di convincerlo a risposarsi. In seguito sembra che avesse preso in considerazione l'idea di diventare una monaca buddista, pur non diventandolo mai. Ad ogni modo, studiò i testi buddisti in lingua pāli e in pracrito durante il suo percorso accademico.

### Carriera
A Mahadevi sono attribuite le poesie Nihar (1930), Rashmi (1932) e Neerja (1933), e nel 1935 fu pubblicata la sua raccolta di poesie intitolata Sandhyageet. Nel 1939 furono pubblicate quattro raccolte poetiche con le sue opere con il titolo di Yama. Scrisse inoltre 18 romanzi e racconti tra cui Mera Parivar ("La mia famiglia"), Smriti ki Rehaye ("Versi di memoria"), Patha ke Sathi ("Compagni di Path"), Srinkhala ke Kariye ("Serie di collegamenti") e Atit ke Chalachrit ("Film passati"). Inoltre è considerata una pioniera del femminismo in India.
Varma contribuì in modo significativo allo sviluppo dell'istituto femminile Prayag Mahila Vidyapeeth ad Allahabad, un passo rivoluzionario nel campo dell'istruzione delle donne in quel periodo. Nel 1923 rilevò la principale rivista femminile Chand e nel 1955 istituì il Parlamento Letterario ad Allahabad con l'aiuto di Ilachandra Joshi. Sotto l'influenza del Mahatma Gandhi, a Jhansi si unì alla lotta per l'indipendenza dell'India, e nel 1937 costruì il Tempio di Meera nel villaggio di Umagarh, a 25 km da Nainital, dove si occupò della popolazione locale, in particolare dell'istruzione delle donne e della loro autosufficienza economica.
In Hindu Stree Ka Patnitva ("La vita da moglie delle donne indù") il matrimonio è paragonato alla schiavitù. Non essendo affiliate ad alcuna autorità politica o finanziaria, scrive, le donne sono assegnate a una vita da mogli e madri. Il suo femminismo è spesso messo in ombra dalla sua persona poetica. Attraverso poesie come Cha, ha esplorato temi e idee della sessualità femminile, mentre nei suoi racconti come Bibia discute il tema delle esperienze di abuso fisico e mentale delle donne.

## Opere

### Poesia
- Nihar[11] (1930)
- Rashmi[25] (1932)
- Neerja[13] (1933)
- Sandhyageet[14] (1935)
- Pratham Ayam[26] (1949)
- Saptaparna[27] (1959)
- Deepshikha[28] (1942)
- Agni Rekha[29] (1988)

#### Poesie per bambini
- Thakurji Bhole Hai[30]
- Aaj Kharidenge canticchia Jwala[30]

### Prosa
- Ateet Ke Chalchitr (1961)
- Smriti ki Rehaye (1943)
- Patha ke Sathi (1956)
- Mera Parivar (1972)
- Sansmaran (1943)
- Sambhasan (1949)
- Srinkhala ke Kariye (1972)
- Vivechamanak Gadya (1972)
- Skandha (1956)
- Himalaya (1973)

## Onorificenze e premi
- 1956: Padma Bhushan[31]
- 1979: Sahitya Akademi Fellowship[32]
- 1982: Premio Jnanpith per la sua raccolta di poesie Yama.[32]
- 1988: Padma Vibhushan[31][33]